# Scartelaos gigas
Scartelaos gigas és una espècie de peix de la família dels gòbids i de l'ordre dels perciformes.

## Morfologia
- Els mascles poden assolir 17,2 cm de longitud total.[4][5]

## Hàbitat
És un peix marí, de clima subtropical i demersal.

## Distribució geogràfica
Es troba a la Xina, Corea i Taiwan.

## Observacions
És inofensiu per als humans.